# ピンドス山脈
ピンドス山脈（ギリシア語: Πίνδος, Pindus, Pindos, Pindhos）は、ギリシャ北部とアルバニア南部に連なる山地。全長はおよそ160キロメートル、最高峰は標高2,637メートルのスモリカス山である。ピンドゥス山脈とも表記される。
テッサリアとイピロスの境をなしているため、「ギリシャの背骨」として知られる。アルバニア領の北イピロスからギリシャ北部のイピロスおよびマケドニアを経て、ペロポネソス半島にいたる。地質学的には、バルカン半島西部のディナル・アルプス山脈の延長部にあたる。

## 主要な山
有名な山にグラモス山、スモリカス山、ヴァシリツァ山、ティムフィ山、ラクモス山、ズメルカ山、アグラファ山などがある。ギリシャ南部の山々もピンドゥス山系に含まれる場合がある。最高峰は標高2637メートルのスモリカス山である。

## 人口
ピンドス山中には、ギリシャで最も標高の高い地点にあるサマリナ村をはじめ、多くの村落がある。その多くは、牧羊や農業で生計を立ててきたアルーマニア人（ヴラフ人）のものである。近年ではメトソヴォなど、多くの村々がスキーリゾートとして開発され、発展した。

## 交通
エグナティア高速道路がこの地方とギリシャ全土を結んでいる。

## 動植物
ピンドス地方では、深い峡谷から険しい山岳部まで、標高に応じて多様な環境がみられる。標高の高い地点ではビャクシン属の木々やギリシャモミ、ヨーロッパクロマツといった針葉樹が卓越する一方、中腹および山麓の渓谷・峡谷部ではさまざまな広葉樹がみられる。
ピンドス山中の湖は、アオサギやヘラサギ、シラサギ、ペリカンといった水鳥の繁殖地となっている。森林ではオオカミやジャッカル、熊がみられる。

### 環境問題
人類が定住して以来、この地方の森林は過放牧や農耕、森林破壊などの脅威にさらされてきた。とりわけ今日、最も大きな脅威は、観光地やスキーリゾートの開発に由来する環境破壊である。山々は傾斜がきつく、土壌が不安定であることから、道路工事や森林伐採によって地滑りが発生しやすい。ボーキサイトの採掘や過放牧、野生の植物の過剰な採集なども、この地方の生物多様性に悪影響を及ぼしている。

## 国立公園
ピンドス山脈のギリシャ側には、2つの国立公園がある。
ヴィコス＝アオース国立公園
コニツァの南、ザゴリ地方の西部に位置し、ティムフィ山やヴィコス峡谷、アオース峡谷などがある。1973年に設立された。
ピンドス国立公園
ピンドス山脈北東部のメトソヴォの北、ペリヴォリの南に位置する。人里離れた地域で、1966年に7000ヘクタールほどが指定された。クロマツやブナのほか、標高の高い地点ではボスニアマツ (Pinus leucodermis) もみられる。動物ではクマやヤマネコ、オオヤマネコなどが棲息する。
ピンドス国立公園の野鳥や草花、クロマツの群落は、2007年に発行されたギリシャの10ユーロ記念硬貨のモチーフに選ばれた。